# Comuna Hohitva, Bohuslav
Hohitva (în ucraineană Хохітва) este o comună în raionul Bohuslav, regiunea Kiev, Ucraina, formată din satele Hohitva (reședința), Ivkî și Potașnea.

## Demografie
Componența lingvistică a comunei Hohitva
     Ucraineană (97,99%)
     Rusă (1,81%)
     Alte limbi (0,07%)
Conform recensământului din 2001, majoritatea populației comunei Hohitva era vorbitoare de ucraineană (97,99%), existând în minoritate și vorbitori de rusă (1,81%).